# Monasterio de Santa María la Real (Villamayor de los Montes)
El monasterio de Santa María la Real de Villamayor de los Montes, es un monasterio de la congregación de monasterios de monjas cistercienses de San Bernardo situado en la localidad de Villamayor de los Montes, en la provincia de Burgos, a unos 10 km de la villa de Lerma.

## Origen

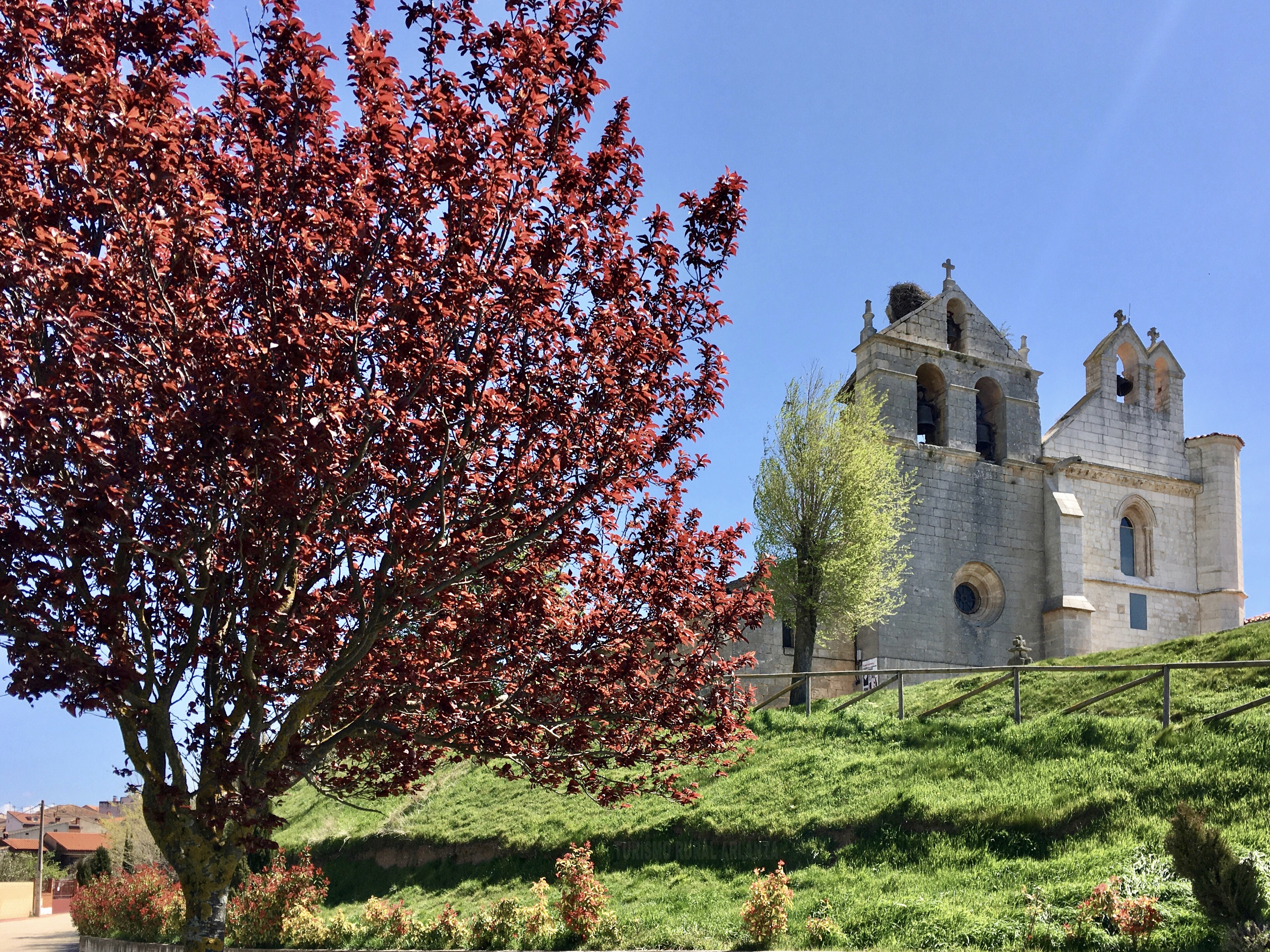
Iglesia de San Vicente

En Villamayor de los Montes existía, desde mediados del siglo XI, un monasterio masculino dedicado a San Vicente que pertenecía a familias relacionadas con los Lara. Este monasterio es adquirido en 1223 por el noble castellano García Fernández como lugar que ampliar para instalar una comunidad cisterciense femenina con la advocación a Santa María y San Vicente. Lo colocó bajo la dependencia del poderoso monasterio de Santa María la Real de Las Huelgas, en Burgos, pero manteniendo independencia jurídica y patrimonial. Inaugurado en 1228, se mantuvo gracias a los bienes aportados por el fundador y a los privilegios reales. La abadesa del monasterio en esa fecha era su hija Mencía y la priora otra de sus hijas, Mayor García.

## El monasterio
Las dependencias del monasterio se construyeron siguiendo el estilo cisterciense, que se aleja de los excesos decorativos del románico tardío para adoptar formas austeras que apuntan al gótico. Se conservan actualmente el claustro y la iglesia.
El primero, de concepción esencialmente  románica, es de una sola planta, rectangular, de 18 por 20 arcos apoyados sobre columnas dobles con  capiteles vegetales de sencilla talla, aunque algunos presentan hojas de diseños originales. Las esquinas apoyan sobre columnas quíntuples, siendo más gruesa la central, con capiteles similares. En el ala sur faltan dos arcos que dejan espacio a otro más amplio bajo el cual se encuentra el pozo del monasterio, y en el ala norte dos de ellos fueron cortados y unidos, convirtiéndose en un arcosolio para un sepulcro.
Es interesante el pavimento del claustro, realizado en el siglo XVI con guijarros blancos, negros y rojizos, que representa, aparte de motivos geométricos diversos, una escena de caza en el ala sur y animales, un abanderado y el escudo del monasterio en el ala oeste.
En el claustro se conservan estelas con inscripciones y la tapa de un sepulcro con un báculo abacial.
La iglesia es de formas similares a las del Monasterio de las Huelgas, esencialmente góticas, aunque de mucho menores proporciones. Es de triple cabecera con bóveda de crucería, siendo el ábside central -poligonal- mucho mayor que los laterales -rectos-. El crucero no se aboveda. Se accede a ella por el ala norte de éste. A la nave única, con cubiertas reemplazadas en época barroca, separada del crucero, se accede desde el ala norte del claustro. Alberga una sillería barroca, una talla de Dios Padre románica tardía y otra gótica de la Virgen.
Tiene adosada a la fachada norte la iglesia parroquial del pueblo.